# 三ツ境
三ツ境（みつきょう、英: Mitsukyō）は、横浜市瀬谷区の町名。丁番を持たない単独町名である。住居表示未実施。面積は0.696km2。

## 地理
瀬谷区東部にあり、北側は旭区に接する。北部に相模鉄道と厚木街道（神奈川県道40号横浜厚木線）が走り三ツ境駅が設けられている。駅周辺は三ツ境ライフやダイエーなど商業施設があるが、南部は住宅地が主である。南西の阿久和西との境には神奈川県道401号瀬谷柏尾線が通る。

### 地価
住宅地の地価は、2025年（令和7年）1月1日の公示地価によれば、三ツ境144番4の地点で26万6000円/m²となっている。

## 歴史

### 沿革
かつての鎌倉郡阿久和村の一部で、1889年（明治22年）4月1日に周辺の村と合併、中川村大字阿久和となる。1939年（昭和14年）に横浜市に編入され、戸塚区阿久和町の一部となった。1962年（昭和37年）5月1日、町界町名地番整理事業の施行により阿久和町から三ツ境を新設。1969年（昭和44年）10月1日、戸塚区から瀬谷区を新設し、瀬谷区三ツ境となる。1979年（昭和54年）6月24日、二ツ橋町との境界を変更し、現在に至る。。

### 町名の由来
かつて二俣川村・都岡村川井分・中川村阿久和分の三村の境であったことに由来するという説のほか、境は橋が転訛した、旭区東希望が丘にある長楽寺の密教に関係するなど諸説ある。

## 世帯数と人口
2024年（令和6年）6月30日現在（横浜市発表）の世帯数と人口は以下の通りである。
| 町丁   | 世帯数    | 人口    |
| ------ | --------- | ------- |
| 三ツ境 | 4,454世帯 | 8,756人 |

### 人口の変遷
国勢調査による人口の推移。
| 年                 | 人口  |
| ------------------ | ----- |
| 1995年（平成7年）  | 8,652 |
| 2000年（平成12年） | 8,504 |
| 2005年（平成17年） | 8,937 |
| 2010年（平成22年） | 8,901 |
| 2015年（平成27年） | 8,775 |
| 2020年（令和2年）  | 8,736 |

### 世帯数の変遷
国勢調査による世帯数の推移。
| 年                 | 世帯数 |
| ------------------ | ------ |
| 1995年（平成7年）  | 3,342  |
| 2000年（平成12年） | 3,454  |
| 2005年（平成17年） | 3,652  |
| 2010年（平成22年） | 3,834  |
| 2015年（平成27年） | 3,820  |
| 2020年（令和2年）  | 4,059  |

## 学区
市立小・中学校に通う場合、学区は以下の通りとなる（2024年11月時点）。
| 番地                             | 小学校               | 中学校           |
| -------------------------------- | -------------------- | ---------------- |
| 1〜85番地 87〜92番地 97〜177番地 | 横浜市立三ツ境小学校 | 横浜市立原中学校 |
| 86番地 93〜96番地                | 横浜市立原小学校     | 横浜市立原中学校 |

## 事業所
2021年（令和3年）現在の経済センサス調査による事業所数と従業員数は以下の通りである。
| 町丁   | 事業所数  | 従業員数 |
| ------ | --------- | -------- |
| 三ツ境 | 466事業所 | 3,957人  |

### 事業者数の変遷
経済センサスによる事業所数の推移。
| 年                 | 事業者数 |
| ------------------ | -------- |
| 2016年（平成28年） | 509      |
| 2021年（令和3年）  | 466      |

### 従業員数の変遷
経済センサスによる従業員数の推移。
| 年                 | 従業員数 |
| ------------------ | -------- |
| 2016年（平成28年） | 4,182    |
| 2021年（令和3年）  | 3,957    |

## 施設
- 横浜市立三ツ境小学校
- 三ツ境駅北口郵便局
- 三井住友銀行
- 横浜銀行
- りそな銀行
- 三ツ境ライフ
- ダイエー

## その他

### 日本郵便
- 郵便番号 : 246-0022[3]（集配局：瀬谷郵便局[19]）。

### 警察
町内の警察の管轄区域は以下の通りである。
| 番・番地・地域等 | 警察署     | 交番・駐在所 |
| ---------------- | ---------- | ------------ |
| 全域             | 瀬谷警察署 | 南台交番     |

## 参考資料
- “横浜市町区域要覧” (PDF).   横浜市市民局 (2016年6月). 2022年9月6日閲覧。
- 『県別マップル 神奈川県広域・詳細道路地図』2006年4刷 昭文社 ISBN 9784398626998